# Liste der Bischöfe von Luçon
Die folgenden Personen waren Bischöfe von Luçon (Frankreich):

## Äbte
- Heiliger Philibert ca. 675 – ca. 684
- Johann ca. 1040 – ca. 1047
- Gottfried um 1090
- Renaud um 1101
- Daniel
- Giraud
- Gerbert
- Audebert um 1130
- Guido um 1140
- Wilhelm um 1182
- Evrard um 1200
- Hugo 1220
- Moritz 1286
- Pierre de la Veyrie um 1300

## Bischöfe
- 1317–1334: Petrus (oder Pierre) I. de La Veyrie
- 1334–1353: Renaud de Thouars
- 1354: Johannes I.
- 1354: Gualterus
- 1357: Guido
- 1373: Elias I.
- 1373–1387: Guillaume I. de La Rochefoucauld
- 1388: Etienne Loypelli
- 1409–1418: Paillard
- 1421–1427: Elias II. Martinelli
- 1427–1431: Guillaume II. de Goyon
- 1441: Johannes II. Fleury
- ?–1451: Nicolas I. Coeur
- ?–1462: André de La Roche
- ?–1490: Nicolas II. Boutault
- 1491–1494: Mathurin de Dercé
- 1496–1514: Pierre II. de Sacierges
- 1517–1523: Ladislaus
- 1523–1524: Jean Kardinal de Lorraine
- 1524–1527: Louis Kardinal de Bourbon
- 1527–1541: Milon d’Illiers
- 1553–1562: René I. de Daillon du Lude (Haus Daillon)
- 1562–1573: Jean-Baptiste Tiercelin
- 1578–?: René II. de Salla CRSA
- Jacob du Plessis de Richelieu
- 1595–1600: François I. Yver
- 1605: Alphonse-Louis du Plessis de Richelieu OCart (dann Erzbischof von Aix-en-Provence, später von Lyon und Kardinal)
- 1607 bis 29. April 1624: Armand-Jean Kardinal du Plessis de Richelieu
- 1624–?: Aimeric de Bragelone
- 1637–1661: Pierre Nivelle
- 1661–1671: Nicolas III. Colbert (Haus Colbert)
- 1671–1699: Henri de Barillon
- 1699–1723: Jean-François de l’Escure de Valderil
- 1723–1736: Michel-Celse-Roger de Bussy-Rabutin
- 1738–1758: Samuel-Guillaume de Verthamon de Chavagnac
- 1759–1775: Claude-Jacquemet Gautier
- 1775–1801: Marie-Charles-Isidore de Mercy
- 1817–1845: René-François Soyer
- 1845–1856: Jacques-Marie–Joseph Baillès
- 1856–1861: François-Antoine-Auguste Delamare (auch Erzbischof von Auch)
- 1861–1874: Charles-Théodore Colet (auch Erzbischof von Tours)
- 1875–1877: Jules-François Lecoq
- 1877–1915: Nicolas-Clodwig-Joseph Catteau
- 1916–1940: Gustave-Lazare Garnier
- 1941–1967: Antoine-Marie Cazaux
- 1967–1991: Charles-Auguste-Marie Paty
- 1991–2000: François Garnier (danach Erzbischof von Cambrai)
- 2001–2007: Michel Léon Émile Santier
- 2008–2017: Alain Castet
- seit 2018: François Jacolin MDP